# Serra de Sant Joan (Coll de Nargó)
La Serra de Sant Joan és una serra del municipi de Coll de Nargó a la comarca de l'Alt Urgell, amb una elevació màxima de 1.754 metres.